# Авко Унгаєв
Авко Унгаєв (чеч. Імам Хӏовк) (також відомий як Імам Гаука) — військовий та релігійний діяч, імам Чечні. Один із великих діячів повстання 1825 року.

## Біографія
Чеченець. В 1824, підтриманий муллами і Бейбулатом Таймієвим, який на той момент був світським вождем чеченців, Авко проголосив себе імамом Чечні і взяв участь у великому повстанні чеченців 1825 року.
Авко активно включився у боротьбу. За підтримки Бейбулата він оновлює оборонні позиції чеченців, у тому числі і рів у Ханкальській ущелині, виритий ще в 1735 році, згодом його так і назвали: Хєрковкін ор (рів Гауки).
Однак невдовзі під час каральної експедиції царських військ Імам Авко потрапив у полон і по дорозі до Грозної фортеці був отруєний.